# Európa közlekedése

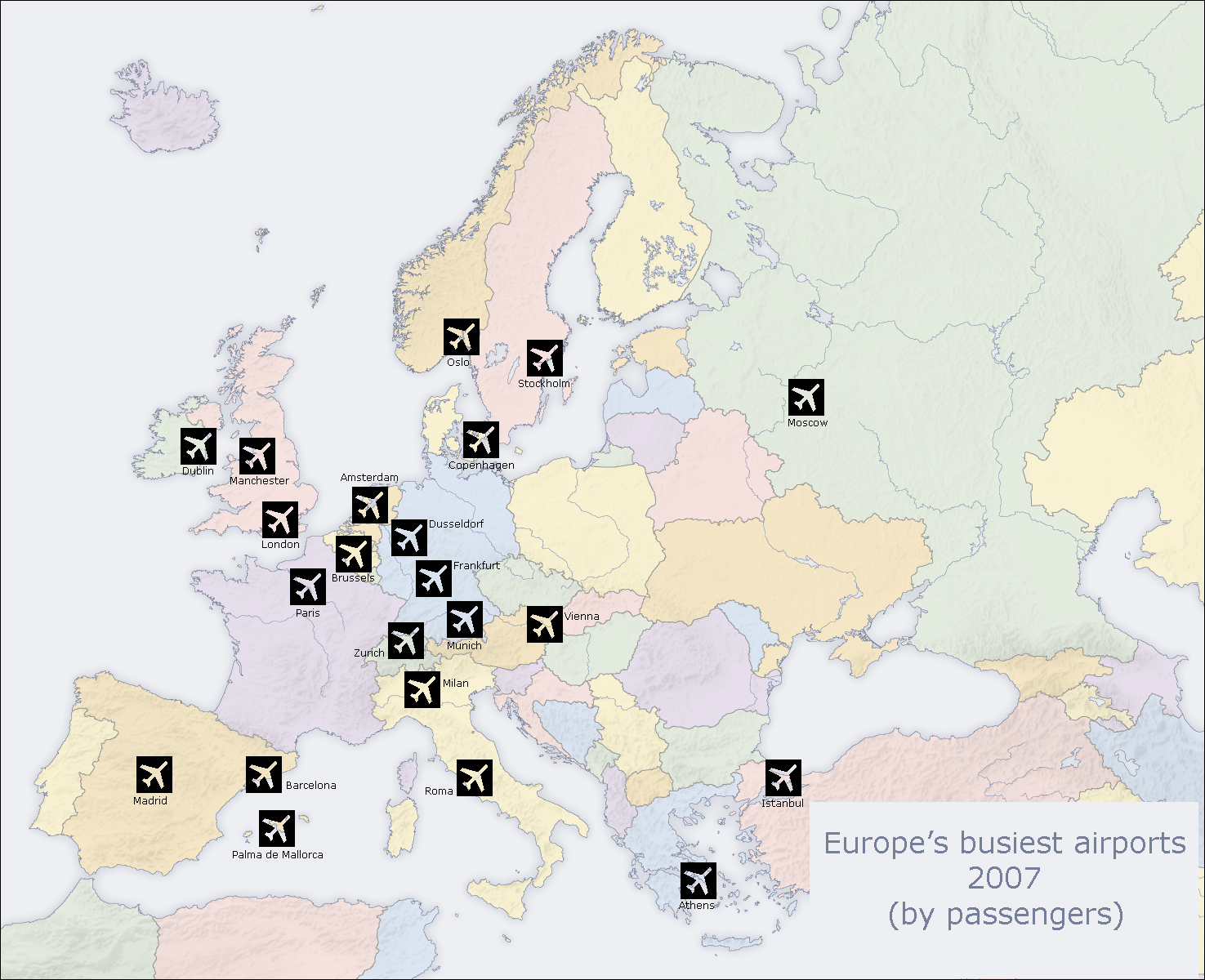
Európa legforgalmasabb repülőterei

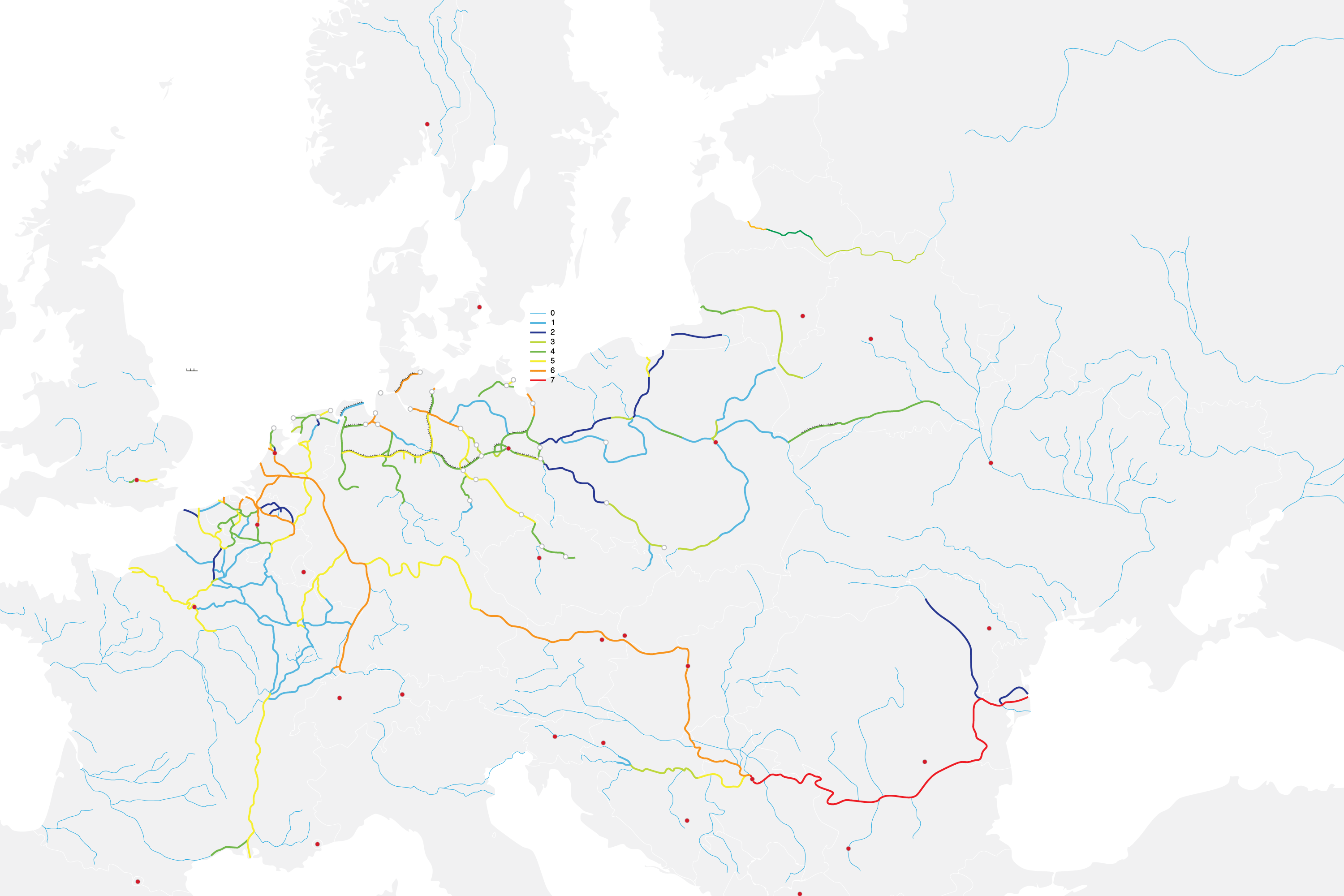
Európa hajózható vízi útjai

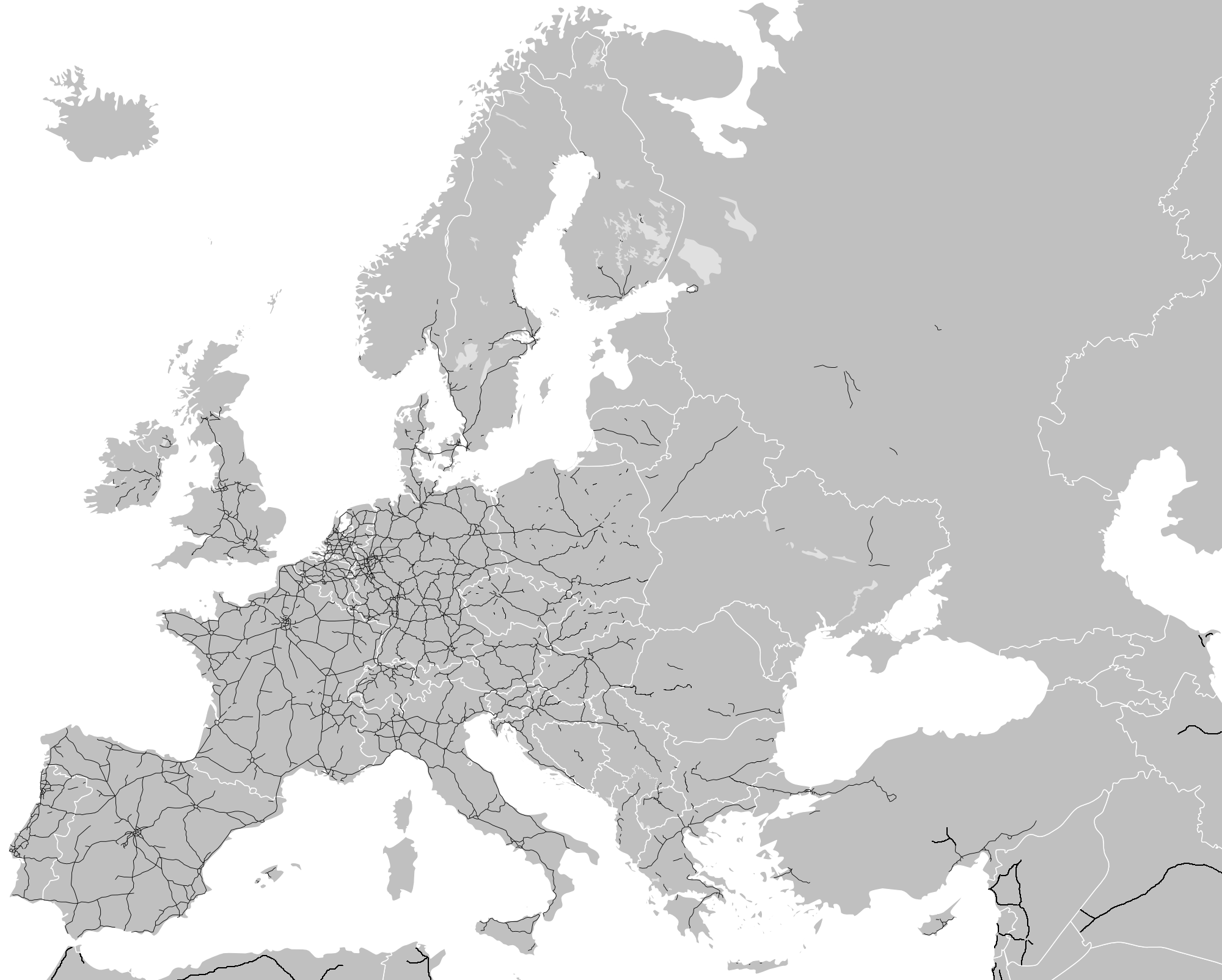
Európa autópályái

Európa közlekedési hálózatai rendkívül fejlettek és kiterjedtek: a közút és a vasúthálózat ezen a kontinensen a legsűrűbb a világon. A kontinens élen jár a közlekedési fejlesztésekben, itt indult meg először a vasúti közlekedés, itt közlekedett először metró és itt nyílt meg az első autópálya is a világon.
A sok eltérő fejlettségű és gazdasági helyzetű ország miatt a közlekedés minőségében és fejlettségében jelentős különbségek lehetnek.
Európa nagyvárosaiban fejlett és kiterjedt tömegközlekedési hálózatok üzemelnek. A fejlett közlekedési hálózatokhoz fejlett járműgyártás is párosul: Európában repülőgépeket, vasúti- és közúti járműveket is gyártanak.

## Közlekedési módok

### Vasúti közlekedés
Európa vasútvonalainak hossza 360 169 km, mely nagyrészt 1435 mm-es nyomtávolságú. Azonban Spanyolországban, Portugáliában, Oroszország európai részén és a volt szovjet utódállamok területén széles nyomtáv van. Ezenkívül több országban található keskeny nyomtávú hálózat. A nagysebességű vasúthálózat egységesen normál nyomtávú.
Európa vasúthálózata a legrégebbi és a legsűrűbb a világon. A forgalom legnagyobb részét az állami vasúttársaságok bonyolítják. De a magántársaságok előretörése is egyre gyorsabb. A legnagyobb hálózattal Németország rendelkezik. A kontinens vasútja napjainkban is folyamatos átalakuláson megy át. Vonalakat zárnak be (főleg mellékvonalakat Kelet-Európában), de új vasútvonalak is folyamatosan épülnek. A személyszállításban a legnagyobb forgalom a nagyvárosok elővárosi vonalain (S-Bahn) és a nagytávolságú nagysebességű vonalakon (TGV, TAV, ICE, AVE) van. A regionális forgalom elenyésző.

### Közúti közlekedés
Az Egyesült Királyságban, Írországban, Máltán és Cipruson bal oldalon közlekednek. Európa többi részén nagyrészt a jobb oldalon zajlik a forgalom, néhány autópályaszakasztól és kisebb földúttól eltekintve.
Egész Európában elterjedtek a különböző útadók, ezek közül a matricás rendszer méltó említésre.
A nemzetközi E-számozást számos nagy autópályára kiterjesztették, de az utak számozása és igazgatása továbbra is helyi vagy nemzeti szinten történik.
Az 1990-től kezdődő fejlődés ellenére továbbra is a közutakon zajló forgalom felelős a legnagyobb légszennyezésért.

### Légi közlekedés
A kiterjedt vasúti és közúti hálózat ellenére a legtöbb hosszútávú utazást Európán belül légi úton bonyolítják. A turizmus szintén jelentős számú embert vonz a térségbe, akik a legnagyobb nemzetközi repülőterek valamelyikére érkeznek, mint például a Heathrow-repülőtér. Az ún. fapados járatok térhódítása is jelentősen növelte az így megtett utak számát. Mára a légi közlekedés az egyik legolcsóbb formája a városok közötti utasforgalomnak. Ez a növekedés ugyanakkor jelentős hatást gyakorolt mind a környezetre, mind a légterek telítettségére.

### Vízi közlekedés
A Rotterdami kikötő Hollandiában a legnagyobb kikötő Európában, valamint az egyik legforgalmasabb is, mely több mint 400 millió tonna árut fogadott 2008-ban.
A La Manche a világ egyik legforgalmasabb vízi útvonala. Több, mint 400 hajó használja naponta a Balti-tenger és az Északi-tenger közötti útvonalon.
A teherforgalomban játszott szerepe mellett a vízi szállítás rendkívül fontos Európa energiaszükségletének ellátása miatt is. A világ egyik legfontosabb olaj kirakodási pontja Európa.

## Rekordok
- A francia TGV tartja a vasúti közlekedés sebességrekordját 574,8 km/h sebességgel;
- A svájci Gotthárd-bázisalagút 57 km-es hosszával a világ leghosszabb vasúti alagútja.